# Yilan (powiat)
Yilan (chiń. 宜蘭縣; pinyin Yílán Xiàn; pe̍h-ōe-jī Gî-lân-kōan) – powiat w północno-wschodniej części Tajwanu. W 2010 roku liczył 460 486 mieszkańców. Siedzibą powiatu jest miasto Yilan.
Symbole powiatu:
- drzewo: Koelreuteria elegans
- kwiat: Cymbidium
- ptak: złotosłonka bengalska

## Podział administracyjny
Powiat Yilan dzieli się na jedno miasto, trzy gminy miejskie i osiem gmin:
| Nazwa          | Chiński | Populacja (2010) | Powierzchnia (km²) |
| -------------- | ------- | ---------------- | ------------------ |
| Miasta         |         |                  |                    |
| Yilan          | 宜蘭市  | 95 568           | 29,408             |
| Gminy miejskie |         |                  |                    |
| Luodong        | 羅東鎮  | 72 958           | 11,3448            |
| Su’ao          | 蘇澳鎮  | 42 986           | 89,0196            |
| Toucheng       | 頭城鎮  | 30 899           | 100,893            |
| Gminy          |         |                  |                    |
| Datong         | 大同鄉  | 5987             | 657,5442           |
| Dongshan       | 冬山鄉  | 52 635           | 79,8573            |
| Jiaoxi         | 礁溪鄉  | 35 876           | 101,4278           |
| Nan’ao         | 南澳鄉  | 6014             | 740,652            |
| Sanxing        | 三星鄉  | 21 362           | 144,2238           |
| Wujie          | 五結鄉  | 38 850           | 38,8671            |
| Yuanshan       | 員山鄉  | 32 347           | 111,9106           |
| Zhuangwei      | 壯圍鄉  | 25 004           | 38,4769            |